# Frammuseet

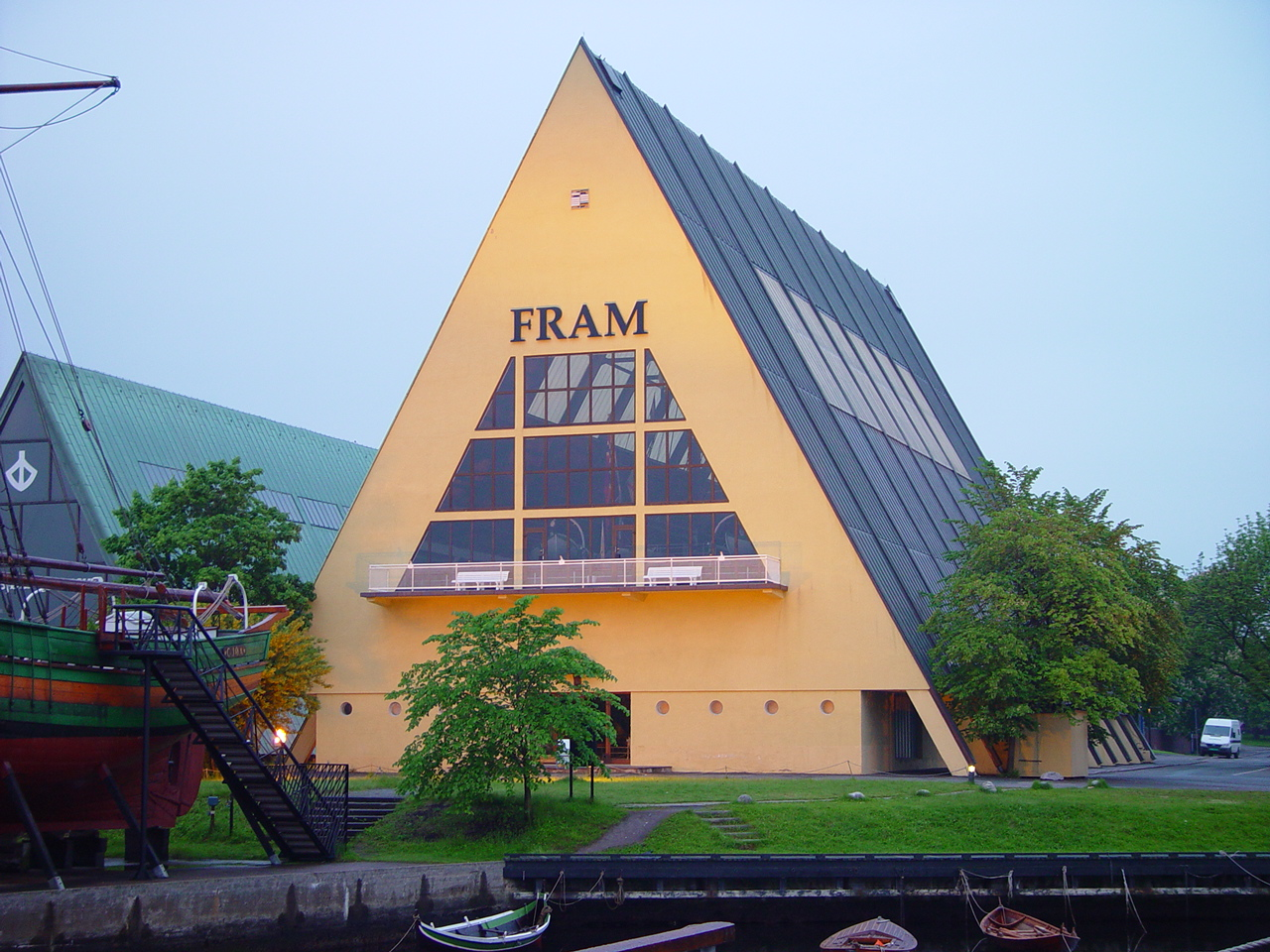
O Museu do Fram

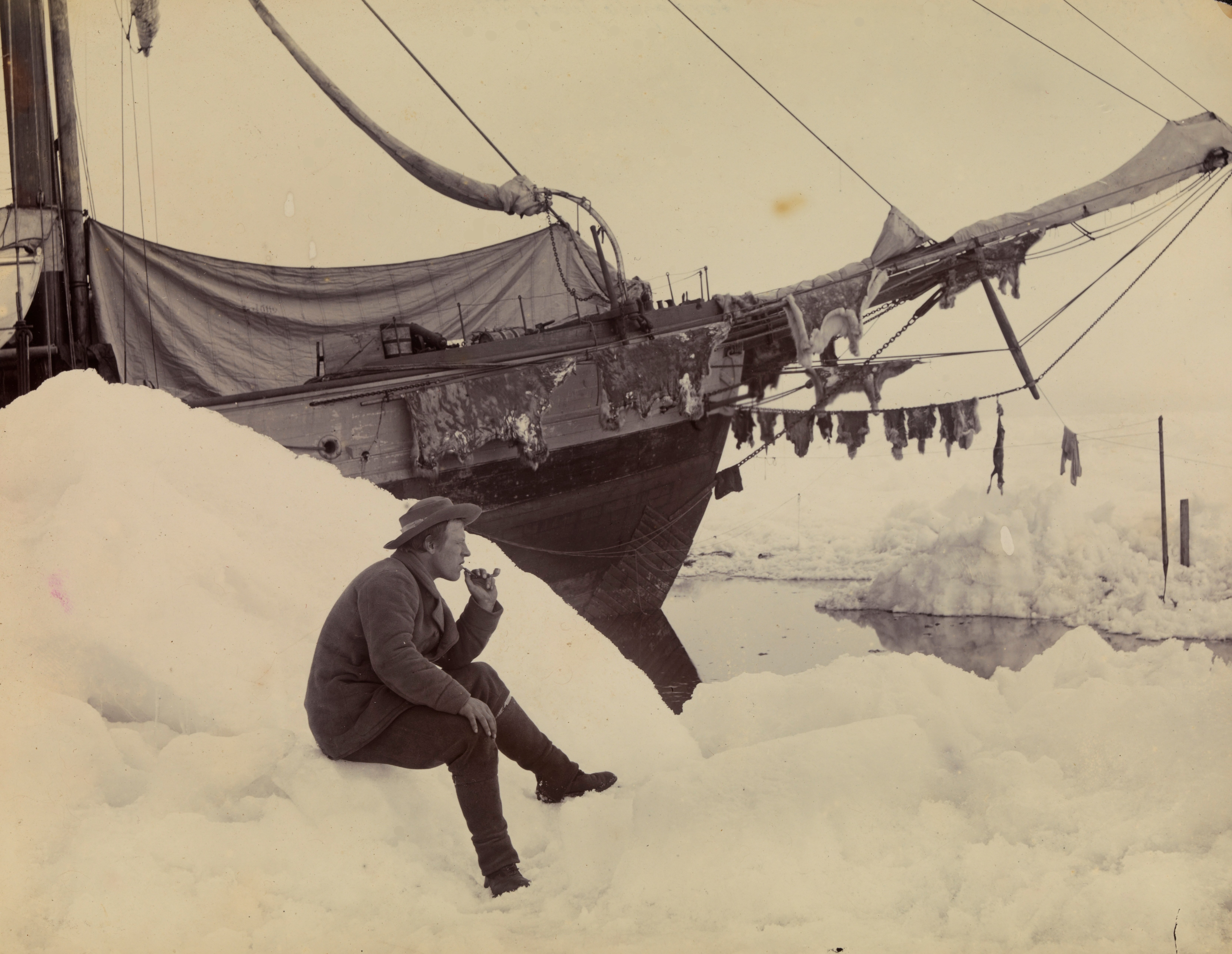
Fridtjof Nansen fumando cachimbo ao lado do Fram

O Frammuseet ou Museu do Fram é um museu situado na ilha de Bygdøy, em Oslo, na Noruega, que tem como atracção principal o navio polar «Fram», construído em 1892.

O museu homenageia a exploração polar norueguesa e os três grandes exploradores polares noruegueses Fridtjof Nansen, Otto Sverdrup e Roald Amundsen.
O navio Fram apresentado é o original, com o interior intacto. Os visitantes podem entrar no navio e observá-lo por dentro.
O museu conta ainda a história da exploração polar norueguesa, que se confunde com a história mundial da investigação sobre as regiões polares.
O museu apresenta também imagens de fauna das regiões polares, como ursos polares e pinguins.
O museu foi inaugurado a 20 de Maio de 1936.

## Exposições fotográficas
- A viagem de Nansen sobre o oceano polar árctico e a sua tentativa de esquiar até ao pólo norte, assim como o acidente ocorrido com o dirigível "Itália", que partiu de Svalbard em 1928, tendo-se despenhado na sua viagem de regresso, após ter chegado com sucesso ao pólo norte.
- A expedição de Sverdrup à Groenlândia, descobrindo mais de 200 000 quilómetros quadrados de terra não cartografada.
- A viagem de Amundsen ao pólo sul, a descoberta da passagem do noroeste e a sua tentativa para chegar ao pólo norte.